# Dicksonia antarctica
Dicksonia antarctica Labill., 1817 è una felce arborea originaria dell'Australia orientale, Tasmania e Nuova Zelanda.

## Descrizione
Può raggiungere i 15 metri di altezza, il tronco consiste di un rizoma eretto con fitta peluria alla base. Le fronde possono estendersi per un diametro di 2-8 metri.
La riproduzione avviene principalmente tramite spore però anche polloni basali. La crescita è tra i 3,5 e i 5 cm all'anno e la produzione di spore inizia intorno ai 20 anni.